# Christi Ecclesiae
Christi Ecclesiae è una bolla di Papa Pio VI del 30 dicembre 1797.
Lo Stato Pontificio sta vivendo ore drammatiche. Sconfitto militarmente, esso ha dovuto cedere ai Francesi, con il Trattato di Tolentino del 19 febbraio 1797, le Legazioni di Bologna, Ferrara e Ravenna, nonché la città di Avignone e il Contado Venassino, in Francia. Nel corso di disordini fomentati in Roma da emissari repubblicani, il 17 dicembre 1797 viene ucciso l'addetto militare francese Léonard Duphot. È il punto di partenza per tanti altri disastri che seguiranno.
Il Papa si preoccupa di garantire la libera elezione del nuovo Pontefice nell'ipotesi in cui, alla propria morte, Roma venisse occupata (come in effetti accadrà nel febbraio 1798). Pertanto, con questa Bolla Christi Ecclesiae Pio VI concede ai Cardinali il potere di scegliere, dopo la morte del Pontefice, il luogo del Conclave e il giorno del suo inizio.
Ulteriori indicazioni sul conclave verranno formulate nella bolla del novembre 1798, la Cum Nos Superiori.